# Browser Ballett

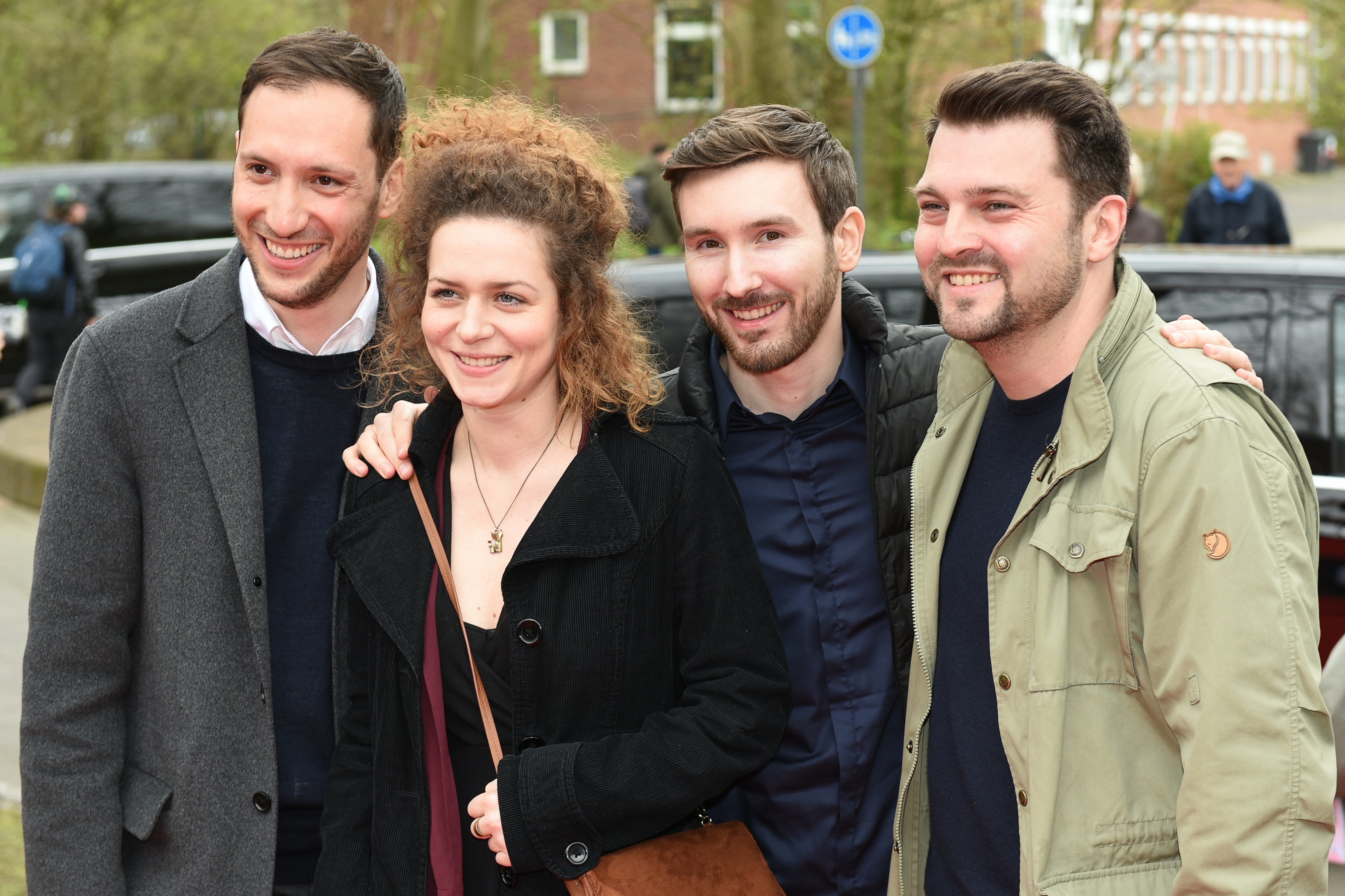
主演团队

，原名，是德国的一档讽刺节目，主持人是Schlecky Silberstein和Christina Schlag。其内容包括小品、游戏、搞笑预告片、对经典影视作品的戏仿和纪录片等。自2016年起，该节目作为在线节目在Facebook、YouTube、Twitter和Instagram等平台上播出。节目摒弃了主持人、脱口秀嘉宾和固定的播出日期，采用了专门针对网络世界的动态和消费习惯的内容。其作品已经多次实现病毒式传播，例如《拯救雅利安人！》《德国大师》《第三帝国的纳粹大棒》等。该节目于2019年获得「儿童和青少年」类别的Grimme奖。